# Pawluki
Pawluki [pronunciación en polaco: /paˈvluki/] es un pueblo ubicado en el distrito administrativo de Gmina Hanna, dentro del condado de Włodawa, voivodato de Lublin, en el este de Polonia, cerca de la frontera con Bielorrusia.

## Coordenadas GPS
- Coordenadas DD: 51.666664 23.5499978
- Coordenadas DMS: 51°39'59.99" N 23°32'59.99" E
- Coordenadas geohash: u90tzvss4sppg
- Coordenadas UTM: 34U 676342.59842712 5727043.7494987[3]